# Pego (kommunhuvudort)
Pego är en kommunhuvudort i Spanien.   Den ligger i provinsen Provincia de Alicante och regionen Valencia, i den östra delen av landet, 400 km sydost om huvudstaden Madrid. Pego ligger 80 meter över havet och antalet invånare är 11 133.
Terrängen runt Pego är huvudsakligen kuperad, men åt nordost är den platt. Runt Pego är det ganska tätbefolkat, med 54 invånare per kvadratkilometer. Närmaste större samhälle är Gandia, 14,9 km norr om Pego. 